# Nahan
Nahan és una ciutat i municipi d'Himachal Pradesh, capital del districte de Sirmoor o Sirmaur, i antiga capital del principat de Sirmoor, situada a 30° 33′ N, 77° 18′ E / 30.55°N,77.3°E a 932 metres d'altura en un cim de les muntanyes Shiwalik o Siwalik. Consta al cens del 2001 amb 25.972 habitants; el 1901 eren 6.256 habitants. Fou fundada per Raja Karan Prakash el 1621 fou en endavant residencia dels rages de Sirmoor. El palau dels rages està a la part oest de la ciutat vella.